# Rick Baker

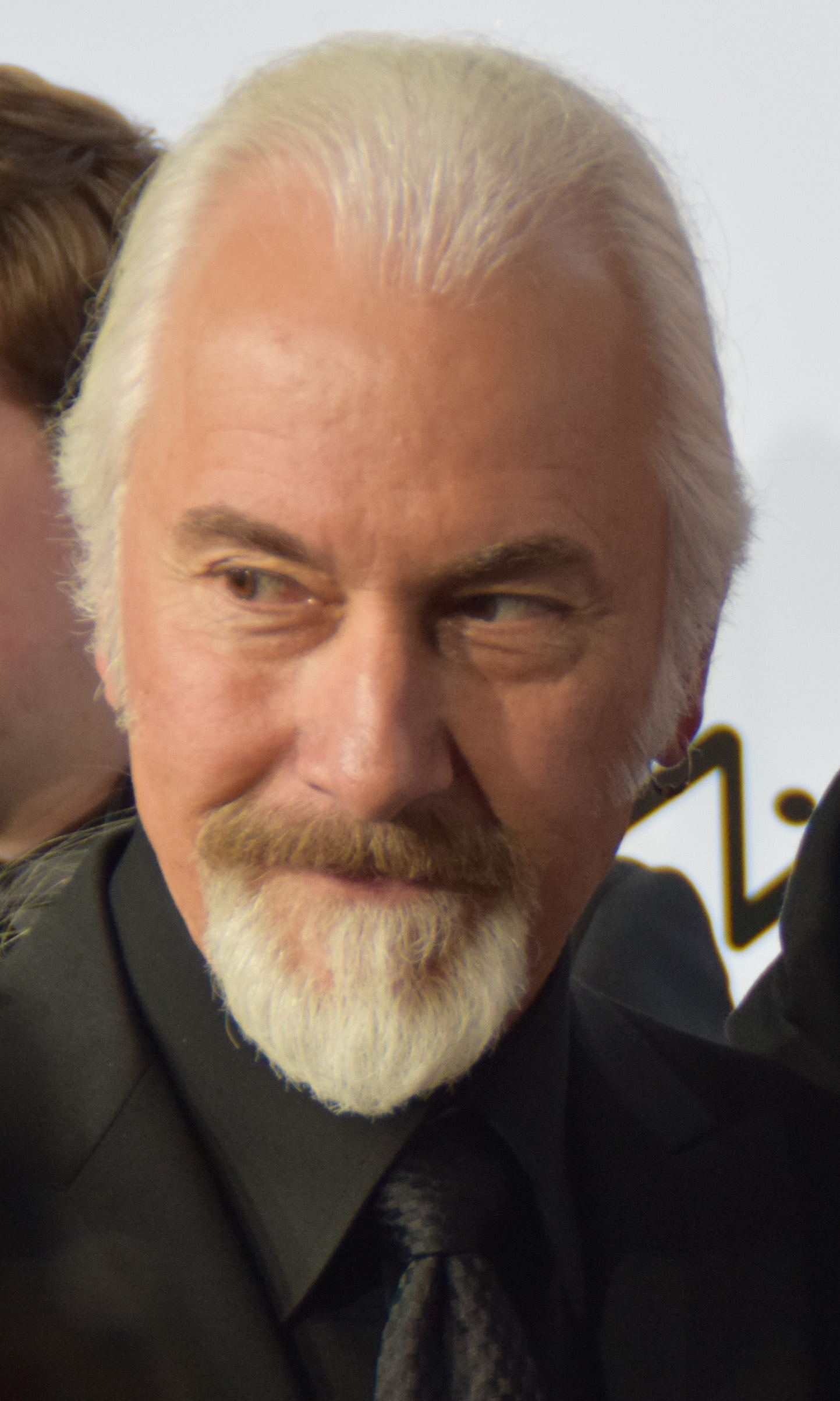
Rick Baker (2015)

Richard „Rick“ Baker (* 8. Dezember 1950 in Binghamton, New York) ist ein US-amerikanischer Maskenbildner und Schauspieler.

## Leben
Baker gilt als einer der gefragtesten Maskenbildner Hollywoods und ist unter anderem auch als Schauspieler auf der Leinwand zu sehen. Zu seinen maskenbildnerischen Meisterleistungen gehören die Make-up-Effekte von z. B. American Werewolf (1981) und Planet der Affen (2001). Er wurde mehrfach mit dem Oscar für das beste Make-up ausgezeichnet. Baker zeichnete zudem das Cover für den Anthology-Comic „Bela Lugosi’s Tales from the Grave“.
Einen Cameo-Auftritt hatte Baker 1985 in dem Film Kopfüber in die Nacht von John Landis.

## Filmografie (Auswahl)
- 1971: Octaman – Die Bestie aus der Tiefe (Octaman)
- 1973: Schlock – Das Bananenmonster (Schlock)
- 1974: Wiege des Bösen (Its alive)
- 1976: King Kong
- 1977: Krieg der Sterne (Star Wars)
- 1978: Teufelskreis Alpha (The Fury)
- 1978: Wiege des Satans (Its lives again)
- 1981: Die unglaubliche Geschichte der Mrs. K. (The Incredible Shrinking Woman)
- 1981: American Werewolf (An American Werewolf In London)
- 1981: Videodrome
- 1983: Michael Jackson – Thriller (Musikvideo)
- 1984: Starman (John Carpenter’s Starman)
- 1984: Greystoke – Die Legende von Tarzan, Herr der Affen (Greystoke: The Legend of Tarzan, Lord of the Apes)
- 1986: Bigfoot und die Hendersons (Harry and the Hendersons)
- 1986: Die Schöne und das Biest (Beauty and the Beast, Fernsehserie)
- 1988: Gorillas im Nebel (Gorillas in the Mist)
- 1988: Der Prinz aus Zamunda (Coming to America)
- 1989: Gremlins 2 – Die Rückkehr der kleinen Monster (Gremlins 2 – The New Batch)
- 1991: Rocketeer (The Rocketeer)
- 1993: Juniors freier Tag (Baby’s Day Out)
- 1994: Ed Wood
- 1994: Wolf – Das Tier im Manne (Wolf)
- 1995: Batman Forever
- 1996: Der verrückte Professor (The Nutty Professor)
- 1997: Batman & Robin
- 1997: Men In Black
- 1999: Lebenslänglich (Life)
- 1999: Wild Wild West
- 2000: Familie Klumps und der verrückte Professor (Nutty Professor II: The Klumps)
- 2000: Der Grinch (How the Grinch Stole Christmas)
- 2001: Planet der Affen (Planet of the Apes)
- 2002: Men in Black II
- 2002: Ring (The Ring)
- 2003: Die Geistervilla (The Haunted Mansion)
- 2004: Hellboy
- 2004: The Ring 2 (The Ring Two)
- 2005: Verflucht (Cursed)
- 2006: X-Men: Der letzte Widerstand (X-Men: The Last Stand)
- 2006: Klick (Click)
- 2007: Verwünscht (Enchanted)
- 2008: Tropic Thunder
- 2010: Wolfman (The Wolfman)
- 2010: Tron: Legacy
- 2012: Men in Black 3
- 2014: Maleficent – Die dunkle Fee (Maleficent)

## Auszeichnungen
Rick Baker erhielt den Oscar für das beste Make-up siebenmal:
- 1982: American Werewolf
- 1988: Bigfoot und die Hendersons
- 1995: Ed Wood
- 1997: Der verrückte Professor
- 1998: Men In Black
- 2001: Der Grinch
- 2011: Wolfman

Darüber hinaus wurde er in derselben Kategorie fünfmal nominiert:
- 1985: Greystoke – Die Legende von Tarzan, Herr der Affen
- 1989: Der Prinz aus Zamunda
- 1999: Mein großer Freund Joe
- 2000: Lebenslänglich
- 2008: Norbit